# Nośność
Nośność – możliwość przejęcia przez materiał, złącze lub konstrukcję obciążeń zewnętrznych. W wytrzymałości materiałów, pojęcie używane także dla określenia parametrów dopuszczalnego obciążenia (nośność wiaduktu lub mostu).
Określenie używane jest również w kontekście:
- nośność statku – podstawowy parametr określający wielkość statku
- nośność podłoża gruntowego – rozumiane jako możliwość przejęcia obciążeń przekazywanych przez fundamenty na podłoże gruntowe